# Obrada metala
Obrada metala je promjena oblika, dimenzija ili svojstava metala kako bi se prilagodio daljnjoj upotrebi. Promjena oblika, dimenzija ili svojstava metala može se podijeliti na ručnu ili strojnu obradu. Da bi se izvela obrada metala na bilo koji način potreban je alat. Alat je sredstvo u direktnom dodiru s predmetom koji se obrađuje.
Sila kojom alat djeluje na obradak dovoljno je velika da pomiče obradak po radnom stolu. Zato je obrada moguća samo ako obradak miruje. Također je potrebno zadržati obradak na istom položaju ako je potrebno izvršiti više različitih obrada. Za što bolje pozicioniranje i što točniju izradu potrebna su nam pomagala koja su specijalno konstruirana za tu srhu. Naprave su pomoćna sredstva koja se primjenjuju u tijeku proizvodnje, ne obrađuju direktno materijal, ali sudjeluju u procesu proizvodnje i to kao samostalni uređaji ili kao dio alatnog stroja.

## Povijest
Prvi je alat čovjek dobio tešući mekani kamen od kojeg je izrađivao ručne klinove ili oblutke. U svom razvoju prelazi iz kamenog doba u metalno doba. Kronološki se pojavljuju bakreno, brončano i željezno doba. U bakrenom dobu čovjek nailazi na mekani metal koji je lako obradiv materijal i primitivnim kamenim alatom. Zbog svoje mekoće, bakar se u početku koristio za nakit, no otkrićem daljnjih obrada (hladnog oblikovanja i lijevanja), koristi se za izradu alata i oružja. Sve veća upotreba bakra uzrokovala je promjene u tadašnjem društvu. Pojavile su se skupine prvih specijalista: rudara, kovača, ljevača, metalurga. Do 3800. pr. Kr. upotreba bakra proširila po cijelom Mediteranu, a usporedno s upotrebom bakra dolazi do otkrivanja i upotrebe zlata, srebra, olova, arsena (oko 3500. pr. Kr.). Počinje miješanje metala i izrada prvih legura (arsenova bronca), čime je otvorena sljedeća stepenica u razvoju čovjeka: brončano doba, kada je od slitine bakra i kositra dobivena bronca. U tom se razdoblju povećava proizvodnja brončanog oružja, alata i nakita.
Nakon brončanog nastavlja se željezno doba. Obrada željeza hladnim kovanjem na Bliskom istoku počinje oko 6000. pr. Kr. (meteoritsko željezo), ali do opće uporabe željeza dolazi tek oko 1000. pr. Kr., kada se znanje o taljenju željeza proširilo Bliskim istokom i Grčkom i to se uzima za početak željeznog doba.

## Podjela obrade metala
Postupci obrade metala dijele se u nekoliko skupina:
- Obrada izvornog oblikovanja: iz bezobličnog stanja (ruda, otpadni metal, strugotina) oblikuje se čvrsto tijelo određenog oblika (najčešće lijevanjem);
- Obrada bez odvajanja čestica: to je način obrade metala kada se sirovac mijenja u željeni oblik novih dimenzija ili svojstava bez promjene volumena i mase materijala (valjanje, kovanje, savijanje, sabijanje);
- Obrada odvajanjem čestica: to je način obrade metala kada se sa sirovca odvaja višak materijala lomljenjem sitnih dijelova materijala (piljenje, bušenje, tokarenje, glodanje);
- Obrada spajanjem: to je način obrade kod kojeg se željeni proizvod dobije spajanjem dva ili više dijelova u jednu cjelinu (zavarivanje, lijepljenje, meko i tvrdo lemljenje, spajanje vijcima, zakovicama);
- Obrada zaštite materijala: to je način obrade kod kojeg se na obradak nanosi materijal u svrhu povećanja kvalitete proizvoda (antikorozivna zaštita, metalizacija, eloksiranje, bruniranje, kromiranje, bojenje, plastifikacija);
- Obrada promjenom svojstava: to je način obrade metala kada se sirovcu mijenja struktura, a time i njegova svojstva (toplinska obrada kao kaljenje, normalizacija, cementiranje).

### Obrada izvornog oblikovanja
Obrada izvornog oblikovanja je postupak obrade metala kada iz bezobličnog stanja (ruda, otpadni metal, strugotina) se oblikuje čvrsto tijelo određenog oblika (najčešće lijevanjem).

#### Lijevanje
Lijevanje je postupak oblikovanja pri kojemu se rastaljeni metal ulijeva u neku šupljinu (kalup), hladi i skrućuje u njoj, te poprima njen oblik (odljevak). Alati za lijevanje mogu biti pješćani kalupi za jednokratnu upotrebu i metalni (kokile) za višekratnu upotrebu. Ulijevanje može biti gravitacijsko pod djelovanjem sile teže ili tlačno pod povišenim pritiskom radi boljeg popunjavanja kalupne šupljine.
Najveća primjena odljevaka je u automobilskoj industriji u obliku lijevanog željeza ili aluminijskog lijeva. U jedan automobil ugrađeno je više od 100 odljevaka. Osim automobilske industrije, odljevci se koriste u strojogradnji, građevinskoj industriji, medicini, brodogradnji, za željeznička vozila, energetici, zračnoj i svemirskoj industriji, kod lijevanja umjetničkih skulptura.
Prednosti lijevanja su što se može dobiti složena geometrija vanjskog i unutarnjeg dijela odljevka, moguće je dobiti dimenzijski točan oblik ili približno točan oblik, moguće proizvesti vrlo velike odljevke, može se lijevati bilo koji metal, moguća masovna proizvodnja, velik raspon dimenzija odljevka: od 1 gram do 250 tona. Nedostaci lijevanja su ograničenja u mehaničkim svojstvima (često se javlja poroznost), često nedovoljna dimenzijska točnost i kvaliteta površine, opasnosti u proizvodnji, te nepovoljan utjecaj na okoliš.

### Obrada bez odvajanja čestica
Obrada bez odvajanja čestica je način obrade metala kada se sirovac mijenja u željeni oblik novih dimenzija ili svojstava bez promjene volumena i mase materijala. Jedan od postupaka obrade materijala bez odvajanja čestica je plastična obrada metala. Ona se može podijeliti prema postupku na: kovanje, duboko vučenje, valjanje, savijanje limova, savijanje cijevi, provlačenje, izvlačenje, sabijanje, prešanje, utiskivanje, istiskivanje, štancanje. Može biti u toplom (topla obrada) ili hladnom stanju (hladna obrada). 

#### Valjanje
Valjanje je jedan od postupaka oblikovanja metala deformiranjem kod kojega se odljevnom bloku (ingotu) propuštanjem između okrećućih valjaka smanjuje presjek i daje željeni oblik, uz istovremeno poboljšanje mehaničkih svojstava. Od svih postupaka plastične deformacije, najveću primjenu ima valjanje. Postupak započinje valjanjem ingota u poluproizvode. Dok obradak prolazi između valjaka dolazi do deformiranja materijala. U zoni deformacije materijal ne prolazi svugdje istom brzinom kojom rotiraju valjci. Obodna brzina valjka može biti veća, ista ili sporija od brzine prolaza materijala u zoni deformacije.
Valjati se može u toplom i hladnom stanju. Materijali većeg presjeka valjaju se pretežno u toplom stanju, zbog veće plastičnosti i mogućnosti puno većih redukcija presjeka, te manjih sila i manjeg utroška rada. Materijali manjeg presjeka valjaju se pretežno u hladnom stanju, jer se postiže glađa površina, uža tolerancija i veća tvrdoća materijala.

#### Kovanje
Kovanje je obrada materijala bez odvajanja čestica, kod koje se promjena oblika i dimenzija vrši udarcima čekića ili bata po otkivku, koji je položen na nakovanj. Obrada je češće u toplom stanju, ali može biti i u hladnom stanju. Prema načinu na koji se obavlja preoblikovanje postoji ručno kovanje i strojno kovanje. 
Ručno kovanje je postupak preoblikovanja materijala udarcima kovačkog čekića po otkivku. Otkivak se zagrije u kovačkoj vatri do bijelog sjaja. Kovačkim klještima se vadi iz vatre i polaže na nakovanj. Otkivak polako mijenja oblik i dimenzije pod udarcima čekića. Točnost dimenzija, oblika, kvaliteta proizvoda i količina ovise isključivo o preciznosti i iskustvu kovača.
Strojno kovanje je moderniji način kovanja, koji omogućava kovanje od najmanjih otkivaka do izuzetno velikih (do 580 tona). Dimenzije otkivka ovise samo o veličini stroja. Postupak može biti u toplom i hladnom stanju. Za kovanje u toplom stanju, u postupku proizvodnje potrebne su i kovačke peći. Ručno ili strojno kovanje može biti:
- slobodno kovanje ili
- kovanje u ukovnjima (kalupima).

### Obrada odvajanjem čestica
Obrada odvajanjem čestica se dijeli na ručnu obradu odvajanjem čestica i strojnu obradu odvajanjem čestica. To je način obrade metala kada se sa sirovca odvaja višak materijala lomljenjem sitnih dijelova materijala (tokarenje, glodanje, piljenje, bušenje, brušenje, blanjanje, provlačenje, poliranje, honanje, lepanje, superfiniš).
Tokarenje
Tokarenje je postupak obrade odvajanjem čestica (rezanjem) pretežno rotacijskih (simetričnih i nesimetričnih, okruglih i neokruglih) površine, ali je isto tako i moguća obrada ravnih površina pa i nekih drugih oblika ako su slični rotacijskim tijelima. Izvodi se na alatnim strojevima, tokarilicama, pri čemu je glavno (rezno) gibanje (G) kružno, a izvodi ga obradak. Posmično gibanje (P) je pravolinijsko kontinuirano u ravnini koja je okomita na pravac brzine glavnog gibanja i pridruženo je alatu. Os okretanja glavnog gibanja zadržţava svoj položaj prema obratku bez obzira na smjer posmičnog gibanja.
Dostavno gibanje (D) vrši alata i služi za primicanje i odmicanje alata obratku. Alat za tokarenje je tokarski nož definirane geometrije reznog dijela, s jednom glavnom reznom oštricom.
Glodanje
Nakon tokarenja glodanje je najvažniji i najzastupljeniji postupak obrade odvajanjem čestica. To je postupak obrade odvajanjem čestica (rezanjem) kojim je moguće obraditi gotovo sve vrste i oblike površina (ravne plohe, prizmatične žljebove, zupčanike, navoje,…) Izvodi se na alatnim strojevima, glodalicama, pri čemu je glavno (rezno) gibanje kružno kontinuirano i pridruženo je alatu. Posmično gibanje je kontinuirano, proizvoljnog oblika i smjera i pridruženo je (najčešće) obratku. Os okretanja glavnog gibanja zadržava svoj položaj prema alatu bez obzira na smjer brzine posmičnog gibanja.
Alat za glodanje je glodalo definirane geometrije reznog dijela, s više glavnih reznih oštrica koje se nalaze na zubima glodala. Rezne oštrice periodično ulaze u zahvat s obratkom i izlaze iz njega tako da im je dinamičko opterećenje jedno od osnovnih obilježja. Istodobno je u zahvatu s obratkom samo nekoliko reznih oštrica.

#### Strojna obrada odvajanjem čestica
Strojna obrada odvajanjem čestica se obavlja na alatnom stroju s unaprijed određenim alatima, kako bi se u što kraćem vremenu dobio proizvod zadovoljavajuće kvalitete. Alatni strojevi su strojevi na kojima čovjek u proizvodnom procesu upravlja alatom. Osnovni zadatak alatnih strojeva je zamjena ljudskog rada uz povećanje točnosti, produktivnosti, ekonomičnosti i drugog. 
Obrada materijala je promjena oblika, dimenzija ili svojstava materijala radi daljnje upotrebe. Može se podijeliti na ručnu i strojnu obradu.

#### Ručna obrada odvajanjem čestica
Ručna obrada je obrada materijala koja koristi alat uz snagu mišića. Alat je sredstvo kojim mijenjamo oblik sirovcu, dok se za upravljanje alatom radnik koristi svojom snagom. Osnovni element svih alata za obradu skidanjem strugotine je klin. On svojim vrhom ulati u materijal i odvaja mu sitne dijelove materijala (strugotinu) ili ga samo dijeli (sječe, razdvaja). To ovisi o smjeru ulaza klina u materijal. 

### Obrada spajanjem
Obrada spajanjem je način obrade kod kojeg se željeni proizvod dobije spajanjem dva ili više dijelova u jednu cjelinu (zavarivanje, lijepljenje, meko i tvrdo lemljenje, spajanje vijcima, zakovicama).

#### Zavarivanje
Zavarivanje je spajanje dvaju ili više, istorodnih ili raznorodnih materijala, taljenjem ili pritiskom, s ili bez dodavanja dodatnog materijala, na način da se dobije homogeni zavareni spoj. Zavarivanje je u drukčije od lemljenja, a to je spajanje taljenjem legure s nižim talištem od materijala predmeta koji se spajaju. 
Različiti izvori energije se mogu koristiti za zavarivanje, kao što je mlaz vrućih plinova (plinski plamen ili mlaz plazme), električni luk, tok nabijenih čestica (mlaz elektrona ili iona u vakuumu), tokovi zračenja (laser), električna struja (elektrootporno zavarivanje), trenje, ultrazvuk i sl. Zavarivanje se može obavljati u radionici, na otvorenom prostoru, u vodi ili u svemiru. 
Sve do kraja 19-tog stoljeća, jedino je bilo poznato kovačko zavarivanje, s kojim su kovači stoljećima spajali željezo i čelik grijanjem i udaranjem čekića. Elektrolučno zavarivanje i plinsko zavarivanje kisikom su bili među prvim procesima koji su se razvili u 20-tom stoljeću. Nakon toga su se razvili mnogi procesi, ali među najzastupljenijim je postalo elektrolučno zavarivanje s taljivom obloženom elektrodom.

### Obrada zaštite materijala
Obrada zaštite materijala je način obrade kod kojeg se na obradak nanosi materijal u svrhu povećanja kvalitete proizvoda (antikorozivna zaštita, metalizacija, eloksiranje, bruniranje, kromiranje, bojenje, plastifikacija).

#### Zaštita metala
Iako su metali na prvi pogled čvrsti i nesalomljivi, oni kemijski reagiraju s okolinom, u kojoj se nalaze i postepeno propadaju. Na njih djeluje kiša, Sunce, vjetar, mraz, smog, sol. Korozija je najnegativniji utjecaj okoline na konstrukcijske metale zbog vanjskih mehaničkih, kemijskih ili bioloških utjecajnih čimbenika. Na sprječavanje korozije u razvijenom svijetu se troši oko 1000 $ po stanovniku (podaci prema istraživanjima u SAD-u 2003.).
Korozijom se na znanstveni način prvi počeo baviti Mihail Vasiljevič Lomonosov, ruski znanstvenik još 1756. Utemeljitelj je Moskovskog sveučilišta, koje i danas nosi njegovo ime. Korozija se dijeli na kemijsku, fizikalnu, biološku, električnu i složenu koroziju. Za koroziju postoje različiti vanjski i unutrašnji čimbenici. Najvažniji čimbenici su kisik i temperatura, dok su također utjecajni vlaga, sadržaj soli, sadržaj otopljenih plinova, pH vrijednost, brzina strujanja fluida, mehanička djelovanja, tlak, svjetlost, djelovanje živih organizama (gljivice, plijesni, alge, mikrorganizmi), galvanske struje. Korozija se prema obliku može podijeliti na opću, lokalnu, selektivnu ili interkristalnu koroziju. Brzina i tok korozije ovise o metalu i njegovoj strukturi, o stanju površine (glatke i čiste površine manje korodiraju), napetosti i naprezanjima u metalu, legirajućim komponentama, povišenoj temperaturi.
Neki metali razvijaju u dodiru s okolinom zaštitni sloj: bakar pozeleni ili posmeđi, srebro, aluminij, nikal i mjed potamne. Time naprave tvrdu koru oksidnog sloja koja štiti od daljnjeg propadanja metala. Metali koji se ne mogu sami zaštititi moraju se zaštititi na neke do sljedećih načina:
- Zaštita prevlakama ili premazima. Metalne prevlake imaju galvansko djelovanje i to su postupci cinčanja, eloksiranja, bruniranja. Zaštitni premazi su jednokomponentni ili dvokomponentni, a ovise o vrsti veziva, pigmenta, boje, punila ili otapala.
- Anodna zaštita je zaštita s plemenitijim metalom, može osnovni metal prevesti u pasivno stanje (čelici, nehrđajući čelici, aluminijeve, kromove i titanijeve legure). Održavanjem pasivnog sloja osnovni je metal zaštićen od daljnjeg razvoja korozijskog procesa. Primjer je anodna zaštita čeličnog spremnika za 99 % sumpornu kiselinu (katoda je ugljikova elektroda).
- Katodna zaštita je tehnika zaštite metala od korozije, čiji je osnovni princip polarizacija metalne konstrukcije na potencijal kod kojeg proces otapanja metala prestaje ili se odvija prihvatljivo malenom brzinom. Katode mogu biti aluminijske, cinkove i magnezijeve legure za zaštitu čelika. Za zaštitu bakra koriste se željezne katode.
- Zaštita inhibitorima je zaštita tvarima koje dodane u korozijski okoliš smanjuju brzinu korozije do tehnološki prihvatljivih iznosa, a dodaju se povremeno ili stalno u zatvorene sustave (iznimno u otvorene sustave). Premaz djeluje tako da stvori koru koja usporava koroziju. Osim zaštite metala od propadanja, antikorozivna obrada može imati i veliki udio u estetici samog proizvoda.

### Obrada promjenom svojstava
Obrada promjenom svojstava je način obrade metala kada se sirovcu mijenja struktura, a time i njegova svojstva (toplinska obrada kao kaljenje, normalizacija, cementiranje).

#### Toplinska obrada
Toplinska obrada je postupak djelovanja temperature na materijal u svrhu mijenjanja njegove mikrostrukture i time mijenjanja njegovih svojstava. Toplinski se obrađuju najčešće čelici, ali nerijetko i drugi metali, te keramike (staklo). Najčešći razlozi za toplinsku obradu čelika su očvršćivanje (povećanje mehaničkih svojstava, posebno vlačne čvrstoće), povećanje žilavosti, povećanje duktilnosti i mogućnosti preoblikovanja, smanjenje unutrašnjih naprezanja, priprema za obradu rezanjem.
Toplinska se obrada obavlja: 
- prije oblikovanja komada plastičnom deformacijom i odvajanjem strugotine, da bi metal omekšao,
- poslije oblikovanja komada, da bi se uklonila zaostala naprezanja,
- završno, za postizanje konačne čvrstoće i tvrdoće proizvoda.

Toplinska obradba čelika temelji se na eutektoidnoj reakciji raspada austenita na ferit i cementit. Ovisno o postupku toplinske obradbe mijenjaju se način raspada austenita, odnosno fizička i mehanička svojstva čelika. Zbog toga svaka toplinska obradba zahtijeva najprije dobivanje austenita. Austenitizacija se sastoji u dobivanju homogenog austenita zagrijavanjem čelika na temperaturu malo iznad linije A1 kod eutektoidnog sastava ili A3 kod podeutektoidnog i Acm kod nadeutektoidnog sastava. Temperatura austenitizacije može se sniziti dodatkom legirajućih elemenata, kao što su mangan ili nikal. Ostale toplinske obradbe služe uglavnom za uklanjanje posljedica hladne deformacije i dobivanje mekše strukture.